# 제3회 재외동포영화제
제3회 재외동포영화제는 2007년 10월 3일에 열린 시상식이다.

## 수상 및 후보

### 이주
- 강을 건너는 사람들 - 김덕철
- 국민회 - 로베르타 장
- 안녕김치 - 마츠에 테츠아키
- 동정 - 마츠에 테츠아키
- 파도를 넘어서 - 재미교포 사회의 가정폭력문제 - 김지수
- 뽕짝 - 강춘
- 피와 뼈 - 최양일
- 먹이 - 헬렌 리
- 치유 - 박 루슬란
- 티벳티벳 - 김승용
- 케츠와리 - 안도우 다이스케
- 다큐, 거짓말하는 - 마츠에 테츠아키
- 꿈을 보관하는 최적의 온도 - 강금우
- 밤을 걸고 - 김수진
- 랑데부 - Maya Weimer
- 더 히어로 - 이혜원
- 007 수퍼맨의 귀향 - 임종우

### 다음세대
- 우리 학교 - 김명준
- 선물 - 김형협
- 청 - 리상일
- 이세교포 - 세린 홍
- 어깨동무 - 조 은 령

### 통일, 기억과 구상
- 샤우트 오브 아시아 - 겐 마사유키
- 어떤 나라 - 대니얼 고든
- 푸른 눈의 평양시민 - 대니얼 고든
- 길 위에서 나누는 대화 - 오원환
- 전설의 무희 최승희:김매자가 찾아가는 민족의 혼 - 후지와라 토모코
- 코리안 돈키호테, 이희세 - 최현정
- 우리나라 - 하진선
- 국경의 남쪽 - 안판석
- 비무장지대를 넘어서 - 박혜정

### 이웃사촌
- 불한당들 - 장훈
- 큐폴라가 있는 마을 - Kiriro Urayama
- 니아짱 - 이마무라 쇼헤이
- 눈부신 하루 - 김성호
- 너를 잊지 않을거야 - 하나도 준지
- 재일 - 안도우 다이스케
- Rewind & Replay - Anna Kim 외 2명
- 망종 - 장률
- 당시 - 장률
- 컷 런스 딥 - 이재한
- 기적의 도로 - 황동혁

### 한국영화 회고전
- 은마는 오지 않는다 - 장길수
- 혈맥 - 김수용
- 사격장의 아이들 김수용 - 김수용
- 애니깽 - 김호선
- 길소뜸 - 임권택
- 그 섬에 가고 싶다 - 박광수
- 그 해 겨울은 따뜻했네 - 배창호
- 내가 마지막 본 흥남 - 고영남